# Mistrzostwa Polski w Kajakarstwie 2023
86. Mistrzostwa Polski seniorów w kajakarstwie – odbyły się w Poznaniu w dniach 9 – 11 maja 2023. 
Mistrzostwa rozgrywane były na Torze Regatowym „Malta”, położonym na jeziorze Maltańskim.

## Medaliści

### Mężczyźni

#### Kanadyjki
| Konkurencja | Złoto                                                                                         | Czas     | Srebro                                                                                         | Czas     | Brąz                                                                                    | Czas     |
| C-1 200 m   | Oleksii Koliadych (Admira Gorzów Wlkp.)                                                       | 43.02    | Wiktor Głazunow (AZS-AWF Gorzów Wlkp.)                                                         | 43.28    | Norman Zezula (Zawisza Bydgoszcz)                                                       | 43.81    |
| C-1 500 m   | Wiktor Głazunow (AZS-AWF Gorzów Wlkp.)                                                        | 1:59.59  | Norman Zezula (Zawisza Bydgoszcz)                                                              | 2:01.55  | Łukasz Witkowski (Posnania)                                                             | 2:02.08  |
| C-1 1000 m  | Wiktor Głazunow (AZS-AWF Gorzów Wlkp.)                                                        | 4:13.90  | Adrian Kłos (Astoria Bydgoszcz)                                                                | 4:16.91  | Kacper Sieradzan (Wiskord Szczecin)                                                     | 4:19.54  |
| C-1 5000 m  | Wiktor Głazunow (AZS-AWF Gorzów Wlkp.)                                                        | 23:25.42 | Kyryło Krasinskyi (Admira Gorzów Wlkp.)                                                        | 24:11.06 | Łukasz Witkowski (Posnania)                                                             | 24:25.47 |
| C-2 200 m   | Michał Łubniewski Arsen Śliwiński (KU AZS Politechnika Opolska)                               | 39.97    | Norman Zezula Julian Kitewski (Zawisza Bydgoszcz)                                              | 40.89    | Krystian Hołdak Gracjan Michalak (AZS-AWF Poznań)                                       | 41.07    |
| C-2 500 m   | Norman Zezula Juliusz Kitewski (Zawisza Bydgoszcz)                                            | 1:50.60  | Tomasz Barniak Krystian Hołdak (AZS-AF Poznań)                                                 | 1:50.68  | Łukasz Witkowski Remigiusz Nowaczyk (Posnania)                                          | 1:50.95  |
| C-2 1000 m  | Kacper Filipczak Łukasz Witkowski (Posnania)                                                  | 4:01.35  | Oleksii Koliadych Kyryło Krasinskyi (Admira Gorzów Wlkp.)                                      | 4:03.95  | Juliusz Kitewski Krystian Krzyżanowski Marcin Palmowski (Zawisza Bydgoszcz)             | 4:05.92  |
| C-4 500 m   | AZS-AWF Poznań Tomasz Barniak Gracjan Michalak Krystian Hołdak Piotr Kujawa                   | 1:42.27  | KU AZS Politechnika Opolska Arsen Śliwiński Mateusz Borgieł Mateusz Zuchora Michał Łubniewski' | 1:43.12  | Zawisza Bydgoszcz Juliusz Kitewski Krystian Krzyżanowski Marcin Palmowski Norman Zezula | 1:50.09  |
| C-4 1000 m  | KU AS Politechnika Opolska Mateusz Borgieł 'Michał Łubniewski Arsen Śliwiński Mateusz Zuchora | 3:45.77  | AZS-AWF Poznań Mateusz Cybula Krystian Hołdak Piotr Kujawa Gracjan Michalak                    | 3:47.95  | Zawisza Bydgoszcz Juliusz Kitewski Krystian Krzyżanowski Marcin Palmowski Norman Zezula | 3:55.27  |

#### Kajaki
| Konkurencja | Złoto                                                                                     | Czas     | Srebro                                                                  | Czas     | Brąz                                                                                | Czas     |
| K-1 200 m   | Jakub Stepan (AZS-AWF Poznań)                                                             | 39.28    | - (wystartował jeden zawodnik)                                          | -        |                                                                                     |          |
| K-1 500 m   | Przemysław Korsak (UKS Silvant Kajak Elbląg)                                              | 1:50.60  | Sławomir Witczak (Energetyk Poznań)                                     | 1:51.36  | Wiktor Leszczyński (MKS Czechowice-Dziedzice)                                       | 1:52.51  |
| K-1 1000 m  | Rafał Rosolski (Dojlidy Białystok)                                                        | 3:53.99  | Alex Borucki (KKW 1929 Kraków)                                          | 3:59.93  | Jakub Śliwa (Zawisza Bydgoszcz)                                                     | 4:01.94  |
| K-1 5000 m  | Rafał Rosolski (Dojlidy Białystok)                                                        | 21:25.31 | Jarosław Kajdanek (Energetyk Poznań)                                    | 21:28.73 | Piotr Morawski (KU AZS Politechnika Opolska)                                        | 21:37.51 |
| K-2 200 m   | Jakub Michalski Wojciech Tracz (Posnania)                                                 | 35.39    | Igor Komorowski Przemysław Korsak (UKS Silvant Kajak Elbląg)            | 35.99    | Alex Borucki Danylo Skalenko (KKW 1929 Kraków)                                      | 36.34    |
| K-2 500 m   | Wiktor Leszczyński Valerii Vichev (MKS Czechowice-Dziedzice)                              | 1:38.85  | Jakub Michalski Mikołaj Walulik (Posnania)                              | 1:39.84  | Wojciech Tracz Filip Weckwert (Posnania)                                            | 1:39.88  |
| K-2 1000 m  | Piotr Morawski Wiktor Żarski (KU AZS Politechnika Opolska)                                | 3:42.21  | Aleksander Woronkiewicz Igor Wyszkowski (AZS-AWF Poznań)                | 3:44.32  | Dawid Byrdek Valerii Vichev (MKS Czechowice-Dziedzice)                              | 3:45.98  |
| K-4 500 m   | UKS Silvant Kajak Elbląg Przemysław Korsak Igor Komorowski Tomasz Pytlak Przemysław Rojek | 1:29.77  | Posnania Jakub Michalski Wojciech Tracz Marcin Nowacki Filip Weckwert   | 1:32.67  | Posnania Jacek Piech Wiktor Walkowiak Mikołaj Walulik Igor Płaczek                  | 1:33.29  |
| K-4 1000 m  | Energetyk Poznań Tomasz Janiszewski Jarosław Kajdanek Sławomir Witczak Kuba Wojciechowski | 3:24.03  | Posnania Kacper Konieczny Jacek Piech Mateusz Pietrzak Wiktor Walkowiak | 3:26.13  | AZS-AWF Poznań Aleksander Zieliński Marcin Opielewicz Kacper Kaszuba Jan Wiśniewski | 3:26.77  |

### Kobiety

#### Kajaki
| Konkurencja | Złoto                                                                                       | Czas     | Srebro                                                                         | Czas     | Brąz                                                                                          | Czas     |
| K-1 200 m   | Dominika Putto (Zawisza Bydgoszcz)                                                          | 44.83    | Anna Puławska (AZS AWF Gorzów Wlkp.)                                           | 45.36    | Katarzyna Kołodziejczyk (Zawisza Bydgoszcz)                                                   | 45.39    |
| K-1 500 m   | Dominika Putto (Zawisza Bydgoszcz)                                                          | 2:02.79  | Katarzyna Kołodziejczyk (Zawisza Bydgoszcz)                                    | 2:02.87  | Karolina Naja (Posnania)                                                                      | 2:03.06  |
| K-1 1000 m  | Justyna Iskrzycka (AZS-AWF Katowice)                                                        | 4:26.47  | Weronika Marczewska (UKS Kopernik Bydgoszcz)                                   | 4:28.40  | Zuzanna Błażejczak (Jezioro Tarnobrzeg)                                                       | 4:29.81  |
| K-1 5000 m  | Marta Walczykiewicz (KTW Kalisz)                                                            | 23:47.22 | Zuzanna Błażejczak (Jezioro Tarnobrzeg)                                        | 23:55.15 | Magdalena Szczęsna (Jezioro Tarnobrzeg)                                                       | 24:58.01 |
| K-2 200 m   | Katarzyna Kołodziejczyk Dominika Putto (Zawisza Bydgoszcz)                                  | 42.49    | Julia Górska Julia Krajewska (Zawisza Bydgoszcz)                               | 44.16    | Adrianna Kąkol Natalia Kurpan (KKW 1929 Kraków)                                               | 44.36    |
| K-2 500 m   | Sandra Ostrowska Helena Wiśniewska (Zawisza Bydgoszcz)                                      | 1:54.89  | Martyna Klatt Zuzanna Gościniak (AZS-AF Poznań)                                | 1:56.54  | Adrianna Kąkol Natalia Kurpan (KKW 1929 Kraków)                                               | 1:57.01  |
| K-2 1000 m  | Weronika Marczewska Martyna Jaskólska (Kopernik Bydgoszcz)                                  | 4:05.43  | Anna Mielnik Agata Zielińska (KU AZS Politechnika Opolska)                     | 4:10.09  | Natalia Kurpan Joanna Kurpan (KKW 1929 Kraków)                                                | 4:15.35  |
| K-4 500 m   | Zawisza Bydgoszcz Sandra Ostrowska Helena Wiśniewska Katarzyna Kołodziejczyk Dominika Putto | 1:41.68  | KKW 1929 Kraków Joanna Kurpan Adrianna Kąkol Natalia Kurpan Aleksandra Szeliga | 1:44.75  | KU AZS Politechnika Opolska Wiktoria Bierzało Malwina Kruszewska Agata Zielińska Anna Mielnik | 1:46.35  |

#### Kanadyjki
| Konkurencja | Złoto                                                      | Czas     | Srebro                                              | Czas     | Brąz                                                   | Czas     |
| C-1 200 m   | Dorota Borowska (Świt Nowy Dwór Mazowiecki)                | 50.99    | Katarzyna Szperkiewicz (AZS-AWF Poznań)             | 52:73    | Magda Stanny (Warta Poznań)                            | 54.07    |
| C-1 500 m   | Sylwia Szczerbińska (Cresovia Białystok)                   | 2:30.10  | Amelia Braun (Zawisza Bydgoszcz)                    | 2:30.12  | Aleksandra Jacewicz (WKS Wrocław)                      | 2:31.50  |
| C-1 5000 m  | Amelia Braun (Zawisza Bydgoszcz)                           | 28:02.48 | Paulina Grzelkiewicz (Warta Poznań)                 | 28:18.81 | Kaja Lach (Cresovia Białystok)                         | 29:28.29 |
| C-2 200 m   | Patrycja Mendelska Katarzyna Szperkiewicz (AZS-AWF Poznań) | 47:98    | Sylwia Szczerbińska Kaja Lach (Cresovia Białystok)  | 48.74    | Patrycja Szymańska Justyna Dorozińska (AZS-AWF Poznań) | 52.13    |
| C-2 500 m   | Patrycja Mendelska Katarzyna Szperkiewicz (AZS-AWF Poznań) | 2:09.87  | Amelia Braun Julia Kończal-Bohn (Zawisza Bydgoszcz) | 2:12.09  | Ewelina Antos Elżbieta Łoboziak (AZS-AWF Poznań)       | 2:14.23  |

### Mixed

#### Kajaki
| Konkurencja | Złoto                                       | Czas  | Srebro                                                    | Czas  | Brąz                                                        | Czas  |
| K-2 200 m   | Martyna Klatt Jakub Stepun (AZS-AWF Poznań) | 37,85 | Anna Mielnik Piotr Morawski (KU AZS Politechnika Opolska) | 38.97 | Elvira Mykhailova Valerii Vichev (MKS Czechowice-Dziedzice) | 39.99 |

#### Kanadyjki
| Konkurencja | Złoto                                                        | Czas  | Srebro                                                  | Czas  | Brąz                                           | Czas  |
| C-2 200 m   | Sylwia Szczerbińska Aleksander Kitewski (Cresovia Białystok) | 41.76 | Katarzyna Szperkiewicz Krystian Hołdak (AZS-AWF Poznań) | 42.27 | Amelia Braun Norman Zezula (Zawisza Bydgoszcz) | 42.40 |